# 진주조개목
진주조개목(Pterioida)은 대형 및 중형의 해양 이매패류 연체동물 목이다. 현존하는 4개 과로 이루어져 있으며 키조개와 진주조개 등을 포함하고 있다.

## 2010년 분류
2010년 비엘레(Bieler)와 카터(Carter) 그리고 코언(Coan)은 2010년 출판된 이매패류의 분류 체계에서, 진주조개아목을 포함한 이매패강 분류를 개정하여, 이매패류에 관한 새로운 분류 체계를 제안했다.
- † Ambonychioidea
- 키조개상과 (Pinnoidea)
  - 키조개과 (Pinnidae)
- † Posidonioidea
- 진주조개상과 (Pteroidea)
  - 귀조개과 (Malleidae)
  - 진주조개과 (Pteriidae)
  - 풀비니테스과 (Pulvinitidae)
- † Rhombopterioidea